# Kamboerovo
Kamboerovo (Bulgaars: Камбурово) is een dorp in het noordoosten van Bulgarije. Het dorp is gelegen in de gemeente Omoertag in de oblast Targovisjte. Het dorp ligt hemelsbreed 24 km ten zuidwesten van Targovisjte en 249 kilometer ten noordoosten van Sofia.

## Bevolking
Op 31 december 2020 telde het dorp Kamboerovo 1.226 inwoners. Het aantal inwoners is de afgelopen eeuw min of meer stabiel gebleven en schommelde tussen de 1.050 en 1.350 inwoners.
| Bevolkingsontwikkeling tussen 1934 en 2020          |
| --------------------------------------------------- |
|                                                     |
| Bron: Nationaal Statistisch Instituut van Bulgarije |

Het dorp Kamboerovo heeft een gemengde bevolking, maar etnische Turken vormen veruit de grootste bevolkingsgroep. In de optionele volkstelling van 2011 identificeerden 763 van de 1.081 ondervraagden zichzelf als etnische Turken - oftewel 70,6% van alle ondervraagden. De overige ondervraagden waren vooral etnische Roma (190 personen, 17,6%) of Bulgaren (109 personen, 10,1%).
| Etnische samenstelling van de respondenten (2011) | Etnische samenstelling van de respondenten (2011) | Etnische samenstelling van de respondenten (2011) | Etnische samenstelling van de respondenten (2011) | Etnische samenstelling van de respondenten (2011) |
| ------------------------------------------------- | ------------------------------------------------- | ------------------------------------------------- | ------------------------------------------------- | ------------------------------------------------- |
|                                                   |                                                   |                                                   |                                                   |                                                   |
| Bulgaren                                          | Bulgaren                                          |                                                   | 10,1%                                             | 10,1%                                             |
| Turken                                            | Turken                                            |                                                   | 70,6%                                             | 70,6%                                             |
| Roma                                              | Roma                                              |                                                   | 17,6%                                             | 17,6%                                             |
| Anders/Onbekend                                   | Anders/Onbekend                                   |                                                   | 1,7%                                              | 1,7%                                              |

Belomortsi · Balgaranovo · Dolna Choebavka · Dolno Kozarevo · Dolno Novkovo · Goljamo Tsarkvisjte · Gorna Choebavka · Gorno Kozarevo · Gorno Novkovo · Gorsko Selo · Ilijno · Kamboerovo · Kestenovo · Kozma Prezviter · Krasnoseltsi · Mogilets · Obitel · Oegledno · Omoertag · Panajot Chitovo · Panitsjino · Petrino · Plastina · Ptitsjevo · Padarino · Parvan · Rositsa · Ratlina · Stanets · Taptsjilesjtovo · Tsarevtsi · Tserovisjte · Tsjernokaptsi · Velitsjka · Velikdentsje · Verentsi · Veselets · Visok · Vrani Kon · Zelena Morava · Zmejno · Zvezditsa